# Перес, Луис (1906)
Луи́с Пе́рес (исп. Luis Pérez; 25 августа 1906, Гвадалахара — 28 мая 1963, Мехико) — мексиканский футболист, нападающий, участник чемпионата мира 1930 года.

## Биография
Будучи игроком клуба «Некакса», Луис Перес был вызван в сборную Мексики тренером Хуаном Луке де Серральонгой для участия в первом чемпионате мира по футболу в Уругвае. Перес провёл на турнире два матча против сборных Франции и Чили.
После некоторого перерыва он вновь вернулся в национальную команду и принял с ней участие в Играх Центральной Америки и Карибского бассейна 1935. Перес также провёл за сборную по матчу в 1937 и 1938 годах, после чего завершил футбольную карьеру.
| № | Дата             | Место проведения         | Соперник   | Счёт | Голы | Соревнование                                        |
| - | ---------------- | ------------------------ | ---------- | ---- | ---- | --------------------------------------------------- |
| 1 | 13 июля 1930     | Монтевидео, Уругвай      | Франция    | 1:4  | —    | Чемпионат мира 1930                                 |
| 2 | 16 июля 1930     | Монтевидео, Уругвай      | Чили       | 0:3  | —    | Чемпионат мира 1930                                 |
| 3 | 30 марта 1935    | Сан-Сальвадор, Сальвадор | Куба       | 6:1  | 1    | Игры Центральной Америки и Карибского бассейна 1935 |
| 4 | 1 апреля 1935    | Сан-Сальвадор, Сальвадор | Гондурас   | 8:2  | 1    | Игры Центральной Америки и Карибского бассейна 1935 |
| 5 | 2 апреля 1935    | Сан-Сальвадор, Сальвадор | Коста-Рика | 2:0  | 1    | Игры Центральной Америки и Карибского бассейна 1935 |
| 6 | 25 сентября 1937 | Мехико, Мексика          | США        | 5:1  | —    | Товарищеский матч                                   |
| 7 | 14 февраля 1938  | Панама, Панама           | Венесуэла  | 1:0  | —    | Игры Центральной Америки и Карибского бассейна 1938 |

Итого: матчей — 7 / голов — 3; побед — 5, ничьих — 0, поражений — 2